# 第十世噶瑪巴·確映多傑
秋英多傑（藏語：ཆོས་དབྱིངས་རྡོ་རྗེ་，威利转写：chos dbyings rdo rje，藏语拼音：Choying Dorje；1604年—1674年），或譯作確映多傑，第十世噶瑪巴，生於西藏東北的勾洛康西塘，為藏传佛教噶举派最高宗教領袖。藝術天分極高，作品甚多，在位時曾因格魯派攻擊而出逃姜地，但最後終得以返回祖普寺。

## 生平
秋英多傑生於藏曆木龍年（西元1604年）三月二十八日西藏東北的勾洛康西塘。他的母親曾在懷胎時夢見蓮師進入她的身體。秋英多傑一出生，便向四方各走一步，然後趺坐中央，在中央結跏趺坐，口誦六字大明咒，並自稱噶瑪巴。該地統治者昌穆哇聽聞此事，便將秋英多傑帶往藏東瑪朱的宗穆奇殿，護法神瑪佳波拉亦前來祈求加持。
無須多言，秋英多傑便認出第六世夏瑪祖古所派遣的尋訪轉世祖古的隊伍，加上預言書信內容與秋英多傑出生記載一致，於是秋英多傑受邀前往扎當寧切寺晉見夏瑪祖古。隨後被夏瑪巴認證為噶瑪巴，並於鐵豬年一月二十三日舉行了坐床大典與黑寶冠儀軌。數天後，秋英多傑要求隨從將扎朱河中的一塊白色巨石取出，並為剖開發現的石中生物加持。
秋英多傑八歲時在拉臣寺自帕渥促拉蔣措處領受基本戒，並接受甘珠爾及丹珠爾的灌頂。十二歲前，都留在祖普寺接受教法。有一次，秋英多傑為藏巴汗彭措南杰退去東方齊爾王的軍隊，藏巴汗因此成為秋英多傑虔誠的弟子。
秋英多傑之後離開拉薩四處傳法，在祖普寺接受了時輪金剛、瑪哈噶拉及紅觀音的灌頂，並接受了帝洛巴的傳承教法進入甚深禪定。隨後在夏瑪祖古和嘉察祖古的陪同下前往桑耶寺，在那兒領受夏瑪祖古的菩薩教法。之後進入當時在西藏最大的佛學院─寧徹寺，接受律藏和中觀教法，以及其他高深密乘教法。後來秋英多傑一行人與薩迦派達千仁波切及當帕貢噶仁波切一同修法，令在場的人得以親見八十四成就者。噶瑪巴和夏瑪巴在亭利朗寇看到薩迦成就者擊著達瑪茹自他們的頭頂飛過。噶瑪巴也見到了密勒日巴在空中朗笑。之後在邱瓊林建了一座寺院才回到祖普寺，回程夏瑪巴因病辭世。
秋英多傑預見政治風暴即將來臨，於是前往拉薩，於揚多寺觀照自己的未來。因為藏王德西噶瑪天瓊旺波是噶居弟子，仇視格魯派，施政每多歧視，於是蒙古和碩特部的固始汗受五世達賴喇央旺洛桑蔣措之邀進軍西藏，秋英多傑親筆致函達賴喇嘛，表明反對假藉宗教舉行軍事行動，並強調他和噶居派都不會允許倉地國王噶瑪天瓊旺波的行動。秋英多傑前往拜訪藏王，希望阻止戰爭，並明白指出，如果藏王發動戰爭，必定會在戰爭中喪命。
固始汗的大軍先在康地擊敗藏王的苯教盟友多紐多傑，接著進攻倉地，攻陷日喀則，俘虜倉地國王。隨後秋英多傑收到來自達賴喇嘛的信函，詢問秋英多傑是否正在發動反格魯派戰爭，並要求秋英多傑保證不對格魯派採取任何報復的行動。秋英多傑回信聲明不介入政治衝突，卻經過有心人士解讀，被格魯派認為信件並未明確承諾，於是數支軍隊攻擊噶瑪巴駐紮處，並殺了許多噶瑪巴的弟子。
秋英多傑吩咐生還者盡快逃至各處，自己則與僕人普賢前往不丹北部庫投地區避難。目睹噶瑪巴離去者看見噶瑪巴示現兀鷹、鹿或者空中飛行的各種形態。秋英多傑和普賢曾長達十二天未曾進食，所幸蓮師出現賜予藥丸才得以支撐。在龍王的引導下，噶瑪巴和普賢前往雲南省的姜地，途中受到森林中的熊、狼等動物供養，秋英多傑也在路上為猴群加持。經過了三年四個月，兩人才抵達姜地的塔傑崗寺。
國王噶瑪吉美拉旺與姜地人民一致歡迎秋英多傑的到來，秋英多傑也開始在姜地展開傳播佛法的工作。在一次衝突中，姜地軍隊成功摧毀進逼的蒙古軍，勝利使得國王想要討伐西藏的蒙古軍，並立誓將噶瑪巴推舉為西藏領導者，但因戰爭違背佛法的非暴力原則而被秋英多傑阻止。於是秋英多傑繼續弘法，並新建密嚴寺作為傳法之所。
後來，秋英多傑在觀中見到了夏瑪仁波切的轉生地，於是化裝成乞丐，獨自前往北方尋找夏瑪巴轉世。秋英多傑僅帶著少量糧食，但在波域地方，他還是將所餘與十二個乞丐均分。後來他在薩迦派的修行處被認出，村民湊齊百匹馱滿供品的馬供養秋英多傑，但秋英多傑請當地石匠雕刻許多牟尼石，並且將所有供養撥出作為工資。
秋英多傑在裡域地區找到夏瑪巴，雖然噶瑪巴化裝成乞丐的樣子，但夏瑪祖古仍毫無困難的認出他，於是他們兩人一起返回波域。秋英多傑派人送騾子給普賢，與他們在蘇丘卡波會合，然後噶瑪巴為夏瑪仁波切依希寧波授戒，並花了兩年的時間將一切噶舉派的基本教法授畢，隨後又受姜國國王之邀回到該地，並興建布達拉寺。
秋英多傑之後在果洛認出嘉察仁波切，又前往康地，找出錫度仁波切和巴渥仁波切兩位祖古，秋英多傑將他們帶回姜地接受教導。在結束傳法教授後前往拉薩，遇到了恰美惹嘎阿西的弟子明珠多傑，並認證了明珠多傑的巖藏法真實無偽，是由蓮師啟示而作，明珠多傑則將此法供養給秋英多傑。
藏歷水牛年（西元1673年）三月初三，噶瑪巴一行人抵達拉薩。秋英多傑直接前往布達拉宮拜訪達賴喇嘛。達賴喇嘛熱切歡迎，仔細地詢問秋英多傑旅程上的事情，並對秋英多傑未以軍隊攻打西藏表示謝意，在會談中達賴喇嘛表明自己希望多瞭解大手印教法，並釋放噶瑪巴回到祖普寺。該年，秋英多傑在瑪哈嘎拉的勝觀中，得知自己即將圓寂，於是將下一世轉生的細節交給侍者棍都桑波、夏瑪仁波切以及嘉察仁波切，並於木虎年十一月九日辭世。

## 弟子
- 第七世夏瑪祖古夏瑪依希桑
- 第六世錫度祖古錫杜米胖聽列
- 第六世嘉察祖古嘉察扎巴卻英
- 棍都桑波
- 第五世巴渥祖古巴渥促拉聽列嘉措
- 第四世蘇曼祖古蘇曼聰巴祖古
- 蘇曼嘎旺仁欽寧波
- 寧瑪巖取者賈村寧波
- 江沙潭國王噶瑪切旺仁欽
- 噶瑪仁欽王子
- 已達「見道」和「歡喜地」的噶瑪彭措
- 噶瑪坦揚大臣噶瑪桑珠
- 司庫達龍阿旺扎西帕竹
- 噶瑪恰美惹嘎阿西。[6]